# Erimanto
Nella mitologia greca, Erimanto è un figlio di Apollo, colpito dalla vendetta di Afrodite e a sua volta vendicato dal padre.

## Il mito
Figlio di Apollo, Erimanto scorse per caso Afrodite intenta a fare un bagno, svelandone le nudità dopo che la dea si era giaciuta con Adone. Afrodite, adirata, lo privò della vista. Apollo, a sua volta incollerito, decise di vendicare il figlio assumendo le sembianze di un cinghiale e azzannando a morte Adone con un colpo di maglio.
La vicenda è narrata nella Nuova Historia da Tolomeo Efestione ed è posta come alternativa alla tradizione che vuole Ares ad uccidere Adone.